# Meruoca (microregio)
Meruoca is een van de 33 microregio's van de Braziliaanse deelstaat Ceará. Zij ligt in de mesoregio Noroeste Cearense en grenst aan de microregio's Coreaú in het westen en Sobral in het noorden, oosten en zuiden. De microregio heeft een oppervlakte van ca. 284 km². Midden 2004 werd het inwoneraantal geschat op 21.828.
Twee gemeenten behoren tot deze microregio:
- Alcântaras
- Meruoca

Mesoregio's: Centro-Sul Cearense · Jaguaribe · Metropolitana de Fortaleza · Noroeste Cearense · Norte Cearense · Sertões Cearenses · Sul Cearense

Microregio's: Baixo Curu · Baixo Jaguaribe · Barro · Baturité · Brejo Santo · Canindé · Cariri · Caririaçu · Cascavel · Chapada do Araripe · Chorozinho · Coreaú · Fortaleza · Ibiapaba · Iguatu · Ipu · Itapipoca · Lavras da Mangabeira · Litoral de Aracati · Litoral de Camocim e Acaraú · Médio Curu · Médio Jaguaribe · Meruoca · Pacajus · Santa Quitéria · Serra do Pereiro · Sertão de Crateús · Sertão de Inhamuns · Sertão de Quixeramobim · Sertão de Senador Pompeu · Sobral · Uruburetama · Várzea Alegre